# Riesenibis
Der Riesenibis (Pseudibis gigantea, Syn.: Thaumatibis gigantea) ist eine Vogelart aus der Familie der Ibisse und Löffler und lebt in Südostasien.

## Aussehen
Der Riesenibis ist mit 102–106 cm auffallend groß. Das Gefieder ist überwiegend schwarz, der kahle Kopf grau, die Flügel silbergrau. Der Nacken ist eng schwarzgebändert. Die Beine sind rot, der gebogene Schnabel gelbgrün, die Augen dunkelrot. Jungvögel haben kurze schwarze Federn am Hinterkopf, der Schnabel ist kürzer, die Augen sind braun. Der Ruf ist ein lautes „ä-lörk, ä-lörk“, das meistens bei Sonnenaufgang und Sonnenuntergang zu hören ist.

## Verbreitung
Der Riesenibis war einst weit im südlichen Indochina, im südöstlichen Thailand und im thailändischen Teil der Malaiischen Halbinsel verbreitet. Heute ist das Vorkommen des Riesenibisses auf den Norden Kambodschas und den äußersten Süden von Laos und den Yok-Don-Nationalpark in Südvietnam beschränkt. Der Gesamtbestand wird von der IUCN auf ungefähr 100 Paare geschätzt und als „vom Aussterben bedroht“ kategorisiert. Der Bestandsrückgang wird mit der Jagd, der Trockenlegung von Feuchtgebieten und der Waldrodung begründet. Schutzmaßnahmen in Kambodscha und Laos sind eingeleitet. Besonders versucht man die Jagd auf große Wasservögel zu beschränken.

## Lebensraum
Der Riesenibis lebt in Feuchtgebieten, zeitweise überfluteten Wiesen und Feldern, offenen Wäldern in Wassernähe, aber auch Teichen in dichten Waldgebieten. Er nistet auf Bäumen, vor allem auf großen Zweiflügelfruchtbäumen (Dipterocarpus), wobei er einen Mindestabstand von etwa 4 km zu menschlichen Siedlungen einhält.

## Nahrung
Er sucht in kleinen Gruppen nach Nahrung und ernährt sich vor allem von Krebstieren, Würmern, Muscheln, großen Insekten, Schnecken und kleinen Amphibien und Reptilien.